# Neder-Silezisch voetbalkampioenschap 1923/24
In 1923/24 werd het dertiende Neder-Silezisch voetbalkampioenschap gespeeld, dat georganiseerd werd door de Zuidoost-Duitse voetbalbond. De competitie werd in drie reeksen verdeeld en de groepswinnaars bekampten elkaar voor de titel.
SC Jauer werd kampioen en plaatste zich voor de Zuidoost-Duitse eindronde. De club werd gedeeld derde in de groepsfase

## Bezirksliga

### Afdeling A
De voetbalafdeling van ATV Liegnitz werd zelfstandig als SpVgg 1896 Liegnitz. 
| Plaats | Club                         | Wed. | W | G | V | Saldo | Ptn  |
| ------ | ---------------------------- | ---- | - | - | - | ----- | ---- |
| 1.     | SC Jauer                     | 6    | 4 | 2 | 0 | 15:5  | 10:2 |
| 2.     | FC Blitz 03 Liegnitz         | 6    | 3 | 2 | 1 | 9:7   | 8:4  |
| 3.     | SpVgg 1896 Liegnitz          | 6    | 1 | 2 | 3 | 7:10  | 4:8  |
| 4.     | SpVgg Schutzpolizei Liegnitz | 6    | 1 | 0 | 5 | 5:14  | 2:10 |

|  | Geplaatst voor eindronde |

### Afdeling B
DSC Neusalz was een fusie tussen SV 1919 Neusalz en Deutscher Hockeyclub Neusalz.
| Plaats | Club                               | Wed. | W | G | V | Saldo | Ptn |
| ------ | ---------------------------------- | ---- | - | - | - | ----- | --- |
| 1.     | DSC Neusalz                        | 4    | 3 | 1 | 0 | 9:3   | 7:1 |
| 2.     | Vgt. Sportfreunde Preußen Wohlau   | 4    | 1 | 1 | 2 | 6:11  | 3:5 |
| 3.     | FV 1920 Züllichau                  | 2    | 1 | 0 | 1 | 2:0   | 2:2 |
| 4.     | Vereinigte Grünberger Sportfreunde | 2    | 0 | 0 | 2 | 2:5   | 0:4 |

|  | Geplaatst voor eindronde |

### Afdeling C
| Plaats | Club                            | Wed. | W | G | V | Saldo | Ptn  |
| ------ | ------------------------------- | ---- | - | - | - | ----- | ---- |
| 1.     | Waldenburger SV 09              | 6    | 4 | 1 | 1 | 15:8  | 9:3  |
| 2.     | SV Silesia Freiburg             | 6    | 3 | 2 | 1 | 13:11 | 8:4  |
| 3.     | FC Sportfreunde 1920 Waldenburg | 6    | 3 | 1 | 2 | 9:7   | 7:5  |
| 4.     | SpVgg 1908 Reichenbach          | 6    | 0 | 0 | 6 | 6:17  | 0:12 |

|  | Geplaatst voor eindronde                  |
|  | Trok zich na dit seizoen vrijwillig terug |

## Eindronde

### Voorronde
|                 |          |        |             |        |
| 9 december 1923 | SC Jauer | 11 – 3 | DSC Neusalz | Glogau |
| 9 december 1923 |          |        |             | Glogau |

|                  |                    |       |             |          |
| 16 december 1923 | Waldenburger SV 09 | 0 – 0 | DSC Neusalz | Liegnitz |
| 16 december 1923 |                    |       |             | Liegnitz |

Waldenburger SV mocht naar de finale.

### Finale
|                 |          |       |                    |          |
| 20 januari 1924 | SC Jauer | 4 – 0 | Waldenburger SV 09 | Striegau |
| 20 januari 1924 |          |       |                    | Striegau |